# トムラウシ温泉
トムラウシ温泉は、北海道上川郡新得町屈足にある温泉である。

## 泉質
- ナトリウム - 塩化物・炭酸水素塩泉（弱アルカリ性低張性高温泉）（旧泉質名：含重曹 - 食塩泉）
  - 源泉温度 91.2度、pH 8.1（弱アルカリ性）、湧出量 140L/min（自然湧出）[1]
  - 入浴施設での湯の利用形態は、循環方式となっている。

## 温泉地

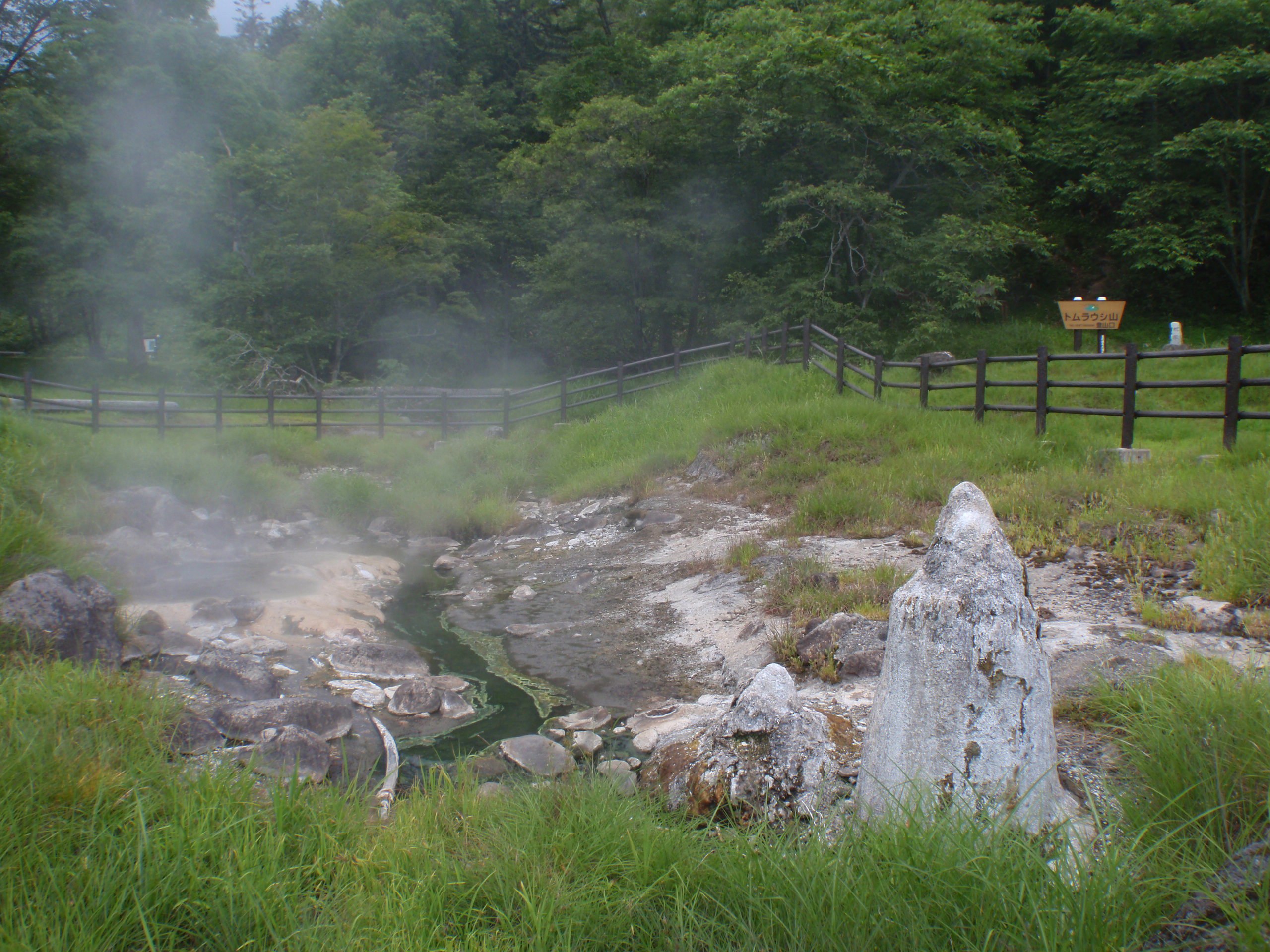
天然記念物の噴泉塔

地名の「トムラウシ」とは、アイヌ語の「トㇺラ・ウㇱ・イ」（緑色の藻の一種が群生するところ）に由来するとされる。
ユウトムラウシ川（アイヌ語で「温泉のあるトムラウシ川」）上流の谷間に、一軒宿の「国民宿舎東大雪荘」があり、日帰り入浴も扱っている。東大雪荘付近に温泉の湯に含まれる沈殿物が固まってできた噴泉塔があり、天然記念物に指定されている。
トムラウシ山（標高2,141m）への登山基地として使われ、周辺には野営場がある。温泉から山頂までは十分な体力のある登山熟練者で夏場で7-8時間程度要する。付近の山々には林道が縦横に走っている。昔林業が盛んだったことの名残りだが、登山道などと交差している。

## アクセス
新得町の最北部、北海道道718号忠別清水線新得町内の未成区間南端の大雪山系最奥部に位置する。途中の道路は大部分が舗装されているが、新得本町から約1時間余りかかる秘境である。

## 歴史
1965年（昭和40年）から温泉地の開発が始められ、町民保養所「東大雪荘」（その後国民宿舎に変更）の開業もこの年である。この他に民営旅館が2軒あったがその後廃業した。

## その他
「水曜日のダウンタウン」（TBS系）2016年10月26日放送分「23区内で最寄りのコンビニまで徒歩10分以上かかる家、マジでしんどい説」のなかで日本一コンビニから遠い家として、トムラウシ温泉の従業員の寮が紹介された。最寄りのコンビニセイコーマート屈足店から52キロの地点にあり、車で片道1時間30分、徒歩で片道12時間かかる。